# نيد فور سبيد أنباوند
نيد فور سبيد أنباوند (بالإنجليزية: Need for Speed Unbound)‏ هي لعبة فيديو سباقات من تطوير كريتريون جيمز ونشر إلكترونيك آرتس، صدرت اللعبة في 2 ديسمبر 2022 على أجهزة مايكروسوفت ويندوز، بلاي ستيشن 5 وإكس بوكس سيريس إكس وسيريس إس. وهي اللعبة رقم 25 في سلسلة نيد فور سبيد.